# Ciśnienie porowe
Ciśnienie porowe (oznaczane najczęściej u) – ciśnienie wody w gruncie na danym poziomie, najczęściej określane jako ciśnienie hydrostatyczne, możliwe jest także jego określenie na podstawie badań laboratoryjnych próbek o nienaruszonej strukturze (NNS). Dla obliczeń w warunkach dynamicznego przepływu wód gruntowych (pod ściankami szczelnymi (szczelinowymi), podstawami zapór, w skarpach) musi ono być określone na podstawie siatki hydrodynamicznej. W przypadku poziomego zwierciadła wód gruntowych, ciśnienie porowe liniowo wzrasta wraz z głębokością.